# Lee Jong-wook

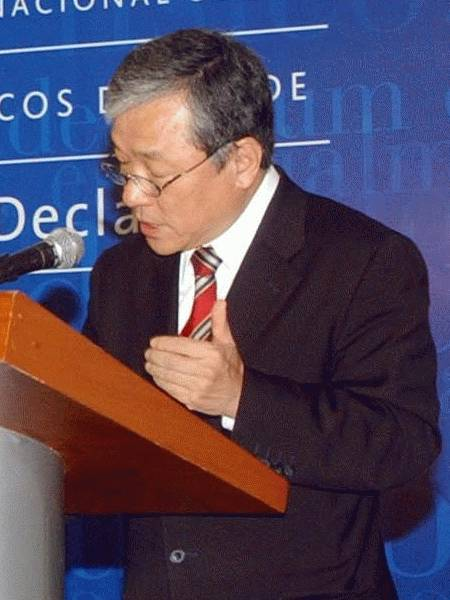
Lee Jong-wook

Lee Jong-wook (Seoel, 12 april 1945 – Genève, 22 mei 2006) was van 2003 tot zijn overlijden in 2006 directeur-generaal van de Wereldgezondheidsorganisatie (WHO).
Lee studeerde medicijnen aan de Nationale Universiteit van Seoel en vervolgens openbare gezondheidskunde aan de Universiteit van Hawaï in Manoa. In de jaren tachtig kwam hij in dienst van de Wereldgezondheidsorganisatie. Hij hield er zich met allerlei medische zaken bezig zoals vaccinatie, immunisering en de bestrijding van tuberculose.
Op 28 januari 2003 werd hij door de Executive Board (raad van bestuur) van de Wereldgezondheidsorganisatie genomineerd voor de post van directeur-generaal. Op 21 maart werd hij door de lidstaten gekozen. De directeur-generaal is de hoofdtechnische en -administratieve voorzitter van de Wereldgezondheidsorganisatie. Hij startte met zijn vijfjarige termijn op 21 juli 2003.
Lee Jong-wook overleed op 61-jarige leeftijd na een spoedoperatie vanwege een bloedpropje in de hersenen.